# 于泽什站
于泽什站，是法国的一个铁路车站，位于法国19省市镇于泽什。

## 位置
于泽什站位于于泽什市区的北部，距离市区大约3公里，奥尔良－蒙托邦铁路459.78公里处，距离布里夫以北大约40公里。车站大致呈南北走向，开口朝西。

## 设施
于泽什站设有人工售票窗口，其开发时间如下：
- 周一至四：5:00~12:00、13:30~17:30、19:25~22:00
- 周五：5:00~12:00、13:30~18:00、19:25~0:00
- 周末及节假日：5:00~22:30

## 停靠线路
以下列车线路在于泽什站停靠：
| 于泽什站列车线路表 |            |               |        |                   |
| 线路               | 车种       | 上一站        | 下一站 | 大致运行频率      |
| 巴黎→图卢兹        | INTERCITÉS | 利摩日        | 布里夫 | 每天1~2班（单向） |
| 巴黎—卡奥尔        | INTERCITÉS | 利摩日        | 布里夫 | 每天1趟           |
| 巴黎—布里夫        | INTERCITÉS | 利摩日        | 布里夫 | 每天2趟左右       |
| 利摩日—布里夫      | TER        | 利摩日/马瑟雷 | 维茹瓦 | 每天8趟左右       |
| 1.                 |            |               |        |                   |

## 配套交通

### 长途客车
| 停靠于泽什站的大巴车 |                       | |
| 上下车地点           | 运营单位              | 主要目的地                                                                                                 |
| 于泽什市区           | 科雷兹省城际客运 TC19 | - B线：圣帕尔杜洛尔提基尔、萨德罗克 、布里夫拉盖亚尔德                                                     |
| 于泽什市区           | SNCF Car TER          | - 7号线：利摩日、塞拉克、纳韦、蒂勒 - 当某条铁路线施工或罢工时，SNCF可能也会提供途径该线路沿途站点的大巴车 |
| 于泽什站             | SNCF Car TER          | - 7号线：利摩日、塞拉克、纳韦、蒂勒 - 当某条铁路线施工或罢工时，SNCF可能也会提供途径该线路沿途站点的大巴车 |
| 1. 2. 3.             |                       | |

### 市内交通
于泽什站附近暂无城市公共交通线路。

### 社会车辆
于泽什站门口可停靠社会车辆。

## 临近车站
| 于泽什站（Gare d'Uzerche）     |                    |          |
| 上行车站                       | 线路               | 下行车站 |
| 马瑟雷站                       | 奥尔良－蒙托邦铁路 | 维茹瓦站 |
| - 本表仅显示运营中的线路及车站 |                    |          |